# کناکر
کناکر (به عربی: کناکر) یک روستا در سوریه است که در استان ریف دمشق واقع شده‌است. کناکر ۱۳٬۹۵۰ نفر جمعیت دارد.